# Кемден, Уильям

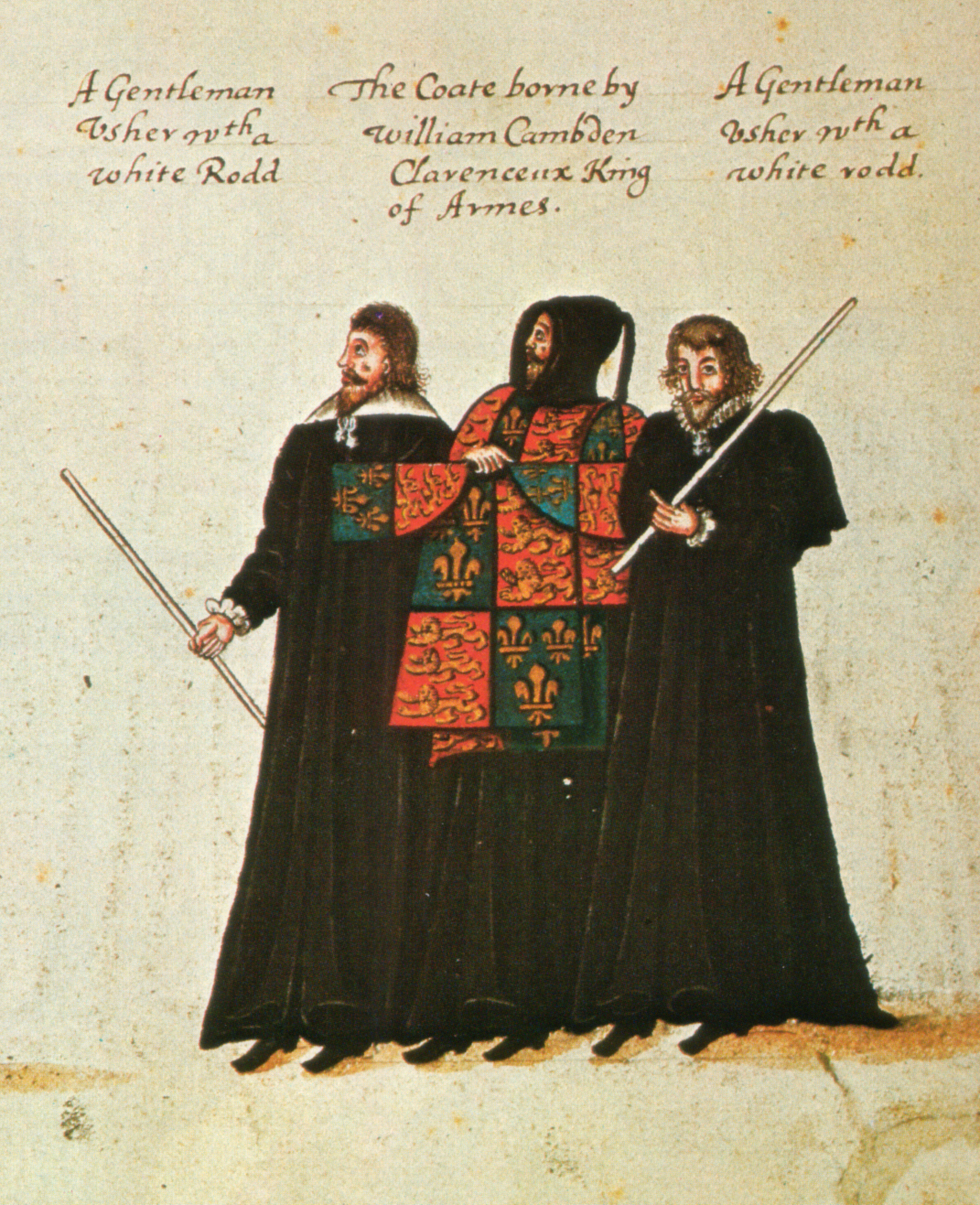
Уильям Кемден (в центре) в должности королевского герольда на похоронах Елизаветы I (1603)

Уи́льям Ке́мден (англ. William Camden, лат. Guilielmus Camdenus; 2 мая 1551, Лондон, Англия — 9 ноября 1623, Чизлхёрст, Англия) — английский историк, археолог и гербовед из т. н. школы антиквариев, один из основоположников археологии и исторической топографии Англии. Автор фундаментального труда «Британия», первого хорографического обзора Англии, Уэльса и Ирландии, и «Анналов» — первого подробного исторического описания правления Елизаветы I Тюдор.

## Биография
Родился 2 мая 1551 года в Лондоне на улице Олд-Бейли в семье художника Сэмпсона Кемдена, выходца из Личфилда в Стаффордшире, члена гильдии художников и красильщиков. Матерью была Элизабет, дочь джентри Джайлса Карвена из Поултон-Холла в Ланкашире, возводившего свой род к Карвенам из Уоркингтона в Камберленде.
Начальное образование получил в школе при столичном соборе Св. Павла, с 1566 года учился в Магдален-колледже Оксфордского университета, куда поступил по протекции преподавателя богословия Томаса Купера, будущего епископа Винчестерского. Спустя три года перешёл из него в Пемброк-колледж, а оттуда в колледж Крайст-черч, окончив его без учёной степени, несмотря на неоднократные личные обращения с просьбой сделать его магистром свободных искусств (лат. magister artium). В Крайст-черче познакомился с сэром Филипом Сидни, впоследствии известным поэтом и меценатом, поощрявшим его антикварные занятия.
В 1571 году Кемден вернулся в Лондон, не имея постоянного заработка, но располагая некоторыми средствами, что позволяло ему в течение нескольких лет заниматься собиранием рукописей и иных раритетов. В 1572 году вместе со своим учеником  Робертом Коттоном он основал в столице «Коллегию сохранения отечественных древностей», объединившую многих историков и антиквариев. Лишь в 1575 году, при содействии декана Вестминстерского собора Габриэля Гудмана, он получил, наконец, место преподавателя школы в Вестминстере, где в течение последующих 22 лет преподавал под руководством доктора Эдварда Гранта, разъезжая по стране в поисках древностей во время каникул. В 1577 году свёл знакомство с известным нидерландским географом и картографом Абрахамом Ортелием, а в 1581 году с известным французским юристом Барнабе Бриссоном, прибывшим в Англию в составе французского посольства.
В 1589 году Кемден побывал в Девоншире, где 6 февраля того же года Джон Пирс, епископ Солсберийский, в виде исключения, предоставил ему пребенду в Илфракомбе, невзирая на отсутствие духовного сана. В 1593 году, после смерти Гранта, он стал директором Вестминстерской школы, получив известность в качестве авторитетного историка, а 23 октября 1597 года назначен был герольдом королевства (англ. Clarenceux King of Arms).
Среди его друзей, помимо вышеназванных, числились такие выдающиеся современники, как лорд-казначей Англии Уильям Сесил, барон Бёрли, архиепископ Кентерберийский Ричард Бэнкрофт, философ, математик и астроном Джон Ди, историки Джон Стоу и Жак Огюст де Ту, поэты Эдмунд Спенсер и Фулк-Гревилль Брук.
В 1609 году, спасаясь от возможной эпидемии чумы, он обосновался в пригороде Лондона Чизлхёрст (графство Кент). В 1613 году ему предложена была, наконец, магистерская степень в Оксфорде, но, будучи уже известным автором и находясь в преклонных годах, он вежливо отказался от этого. В 1622 году при его содействии в Оксфорде основана была первая в мире кафедра истории, известная ныне как Кемденская кафедра древней истории. 
Обладая неважным здоровьем, Кемден не щадил себя, совершая множество поездок по стране в поисках древностей. Так, в 1578 году посетил Восточную Англию, в 1582-м — Йоркшир и Ланкашир, в 1589-м — Девон, в 1590-м — Уэльс, в 1596-м — Солсбери и Оксфорд, а в 1599-м — римский вал Адриана.
Умер 9 ноября 1623 году в Чизлхёрсте, незадолго до этого будучи поражён параличом. Похоронен в южном приделе Вестминстерского аббатства.

## Сочинения

### «Британия»

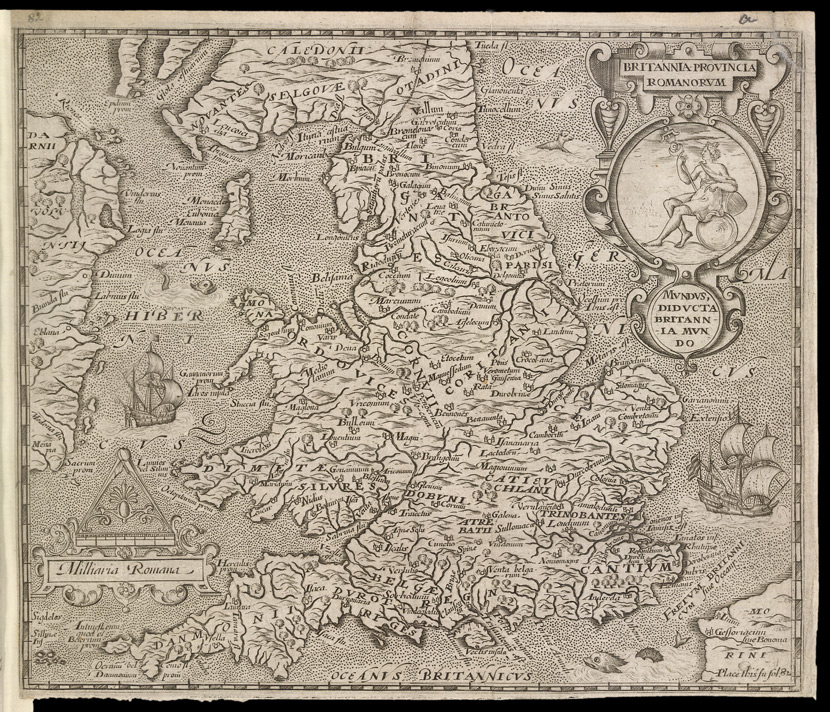
Карта римских владений в Англии и Уэльсе из издания «Британии» 1600 г.

Всю свою жизнь Кемден собирал материалы по истории, географии, топографии и археологии Англии, изучая также валлийский, англонормандский и древнеанглийский языки. Результатом его многолетних трудов было появление в 1586 году фундаментального латинского труда «Британия» (лат. Britannia, sive florentissimorum regnorum Angliae, Scotiae, Hiberniae et Insularum adjacentium ex intima antiquitate chorographica Descriptio), написанного по совету и при поддержке Ортелия. Изначальной целью автора являлось изучение топографии Римской Британии и изменений в ней в эпоху англосаксонской гептархии и Средневековья. 

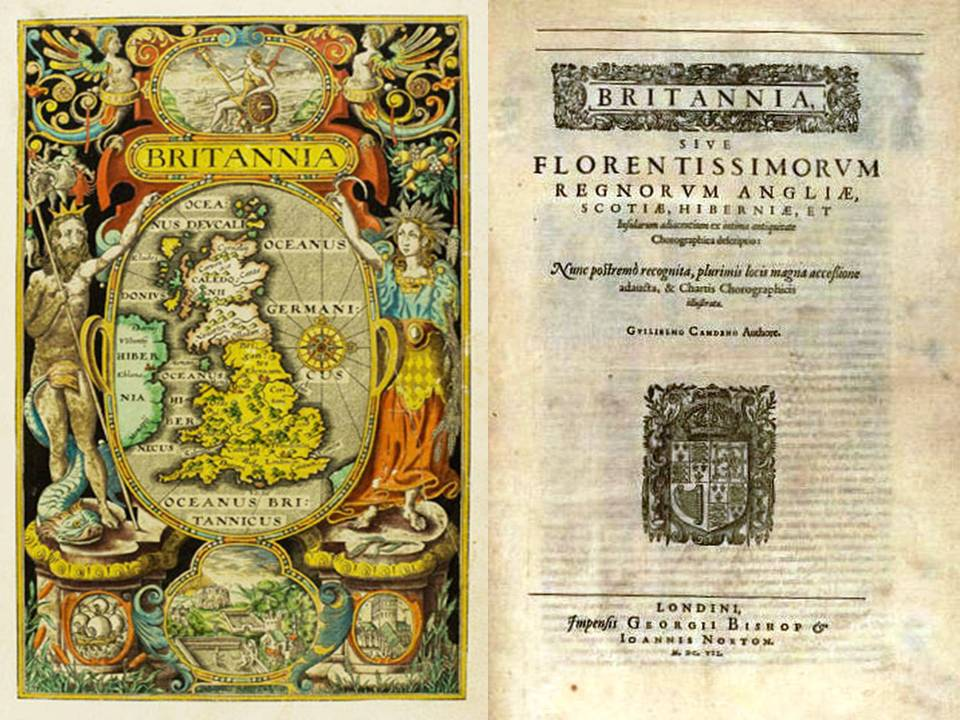
Лондонское издание «Британии» Уильяма Кемдена 1607 г.

Обширный труд Кемдена, создававшийся им в жанре хорографии, включал в себя описание Англии, Уэльса и Ирландии по отдельным графствам, в которых тесно увязывались их география, пейзаж, история и связанные с ней древности, чтобы наглядно показать, как различить в существующем ландшафте следы прошлого. Впервые приводилось целостное описание древнеримской провинции на острове Британия, приводились подробные данные о местных исторических памятниках и сооружениях. Построенная на принципах эмпиризма, скептицизма и «методологического сомнения», требовавших обоснования любых гипотез и исторической критики, «Британия» содержит не только кабинетное и полевое описание известных древностей, но и вполне связное изложение событий прошлого, организованное по топографическому принципу и опирающееся в качестве доказательств на достоверные источники.
В числе последних, помимо собиравшихся им в течение многих лет надписей и архивных документов, Кемден использовал десятки средневековых хроник, анналов и исторических сочинений, включая труды Беды Достопочтенного, Ассера, Адама Бременского, Гийома Жюмьежского, Уильяма Мальмсберийского, Ордерика Виталия, Гальфрида Монмутского, Гиральда Камбрийского, Гервасия Тильберийского, Матвея Парижского, Ранульфа Хигдена, Джеффри Ле-Бейкера, Томаса Уолсингема, Джона Капгрейва, Уильяма Кекстона, Полидора Вергилия, Джона Лиланда, Рафаэля Холиншеда, Ричарда Графтона, Уильяма Харрисона, Джона Стоу, Уильяма Ламбарда и др. Давая социальную характеристику англонорманского общества, он опирается на анализ «Книги Страшного суда» (1086). Большой заслугой Кемдена является то, что, помимо введения в научный оборот материальных и лингвистических источников, он заложил основы британской исторической нумизматики, отведя в пятом издании своего труда (1600) специальный раздел, посвящённый монетам римлян и бриттов и содержавший таблицы с их изображениями.
В своём посвящении барону Бёрли Кемден подробно рассказывает о трудностях изучения древнейшей истории Британии, включая происхождение её названия, развенчивая баснословные рассказы вышеназванного Гальфрида о Бруте Троянском как прародителе английских королей и легендарной прародительнице шотландских гаэлов Скоте, созданные, по его словам, в подражание мифической генеалогии древнефранкского историка Хунибальда. Указывая на факт отсутствия упоминания Брута авторитетными историками античности, отмеченный ещё Уильямом Ньюбургским, Гиральдом Камбрийским и Джоном Уитхэмстедом, он называет вымышленными буквально все события, происходившие до первой греческой Олимпиады (776 г. до н. э.), за исключением ветхозаветных. Опираясь не только на труды Страбона, Юлия Цезаря и Тацита, но и топонимические и лингвистические данные, Кемден выводит бриттов из древней Арморики, т. е. с полуострова Бретань. Разделив историю страны на эпохи правления римлян, бриттов, саксов и норманнов, он отмечает положительные последствия правления первых для страны, получившей от них развитую систему администрации, совершенное законодательство, городскую культуру и сеть дорог. Цитируя рассказ Гиральда об обретении в Гластонбери мощей короля Артура, осторожный Кемден в принципе не отвергает существование последнего, отметив лишь, вслед за Полидором Вергилием, что летописцы обошли своим вниманием и легендарного короля, и посетовав, что «великий герой Британии не встретил искусного герольда, который мог бы воздать должное его подвигам».
Обстоятельные приложения Кемдена к топографическому описанию Английского королевства включали, в числе прочего, список первых христианских миссионеров острова, к числу которых он, помимо Иосифа Аримафейского, Симона Зилота и Аристобула, относил апостолов Петра и Павла, трудами которых, по его утверждению, христианство задолго до конца I в. н. э. распространилось «в таких районах Британии, которых римляне никогда не достигали». В силу этого, безапелляционно утверждал историк, королевская власть в Англии «являясь весьма древней, получена только от Бога, не подчиняется никакой высшей власти и не находится в вассальной зависимости от императора и папы».
Описание Британии Кемдена, за которое современники называли его не только «английским Страбоном», но и «Варроном» или «Павсанием Британии», по сути заложило основы новой историографической традиции. Не отвергая безусловно укоренившиеся в народном сознании исторические предания, которые, по его мнению, объединяют нацию, Кемден противопоставил в нём свой эмпирический подход беспринципному мифотворчеству и слепому патриотизму, произведя, по сути, настоящую революцию в английском историописании.
«Британия» имела большой успех у читателей и к 1607 году выдержала уже семь изданий, причём каждое из них было значительно дополненным. Так, если в первом издании саксам уделяется немного внимания, в последнем их история излагается значительно подробнее и объективнее, что, вероятно, явилось результатом сотрудничества автора с изучавшими англосаксонский язык антиквариями Уильямом Ламбардом и Лоренсом Новеллом. К изданию 1607 года прилагалась подборка карт всех английских графств, выгравированных Уильямом Кипом и Уильямом Хоулом на основании описаний и зарисовок картографов Кристофера Сакстона и Джона Нордена. В 1610 году увидел свет английский перевод «Британии», выполненный Филемоном Холландом, в 1695 году она переиздана была с существенными прибавлениями Эдмундом Гибсоном, а в 1789 году выпущена со значительными дополнениями Ричарда Гофа.
Данные Кемдена использовались голландскими картографами Яном Блау в «Theatrum Orbis Terrarum» (1645) и Яном Янсоном в «Новом атласе» (1646).

### «Анналы»

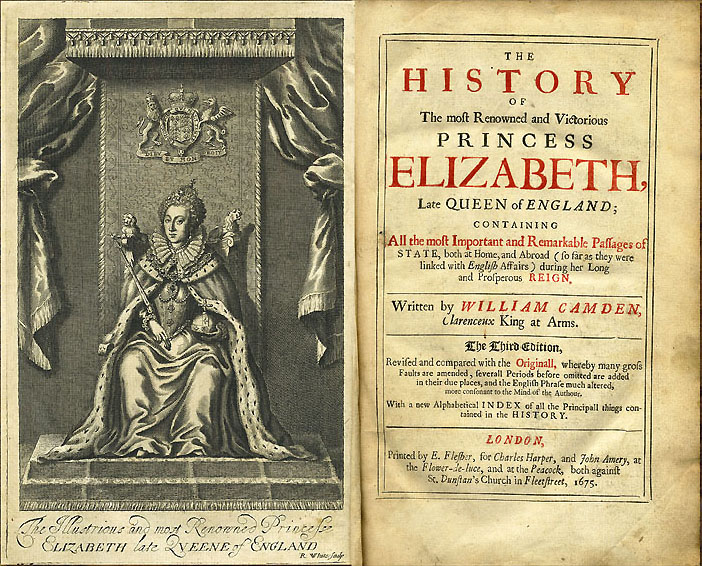
Лондонское издание «Анналов королевы Елизаветы» Уильяма Кемдена 1675 г.

В 1597 году Кемден получил заказ от барона Бёрли на написание истории правления королевы Елизаветы I, для чего ему предоставлен был доступ ко всем королевским и государственным архивам, а также к личным документам лорда-канцлера. Первая часть появившихся в результате латинских «Анналов деяний Елизаветы, королевы Англии и Ирландии» (лат. Annales Rerum Gestarum Angliae et Hiberniae Regnante Elizabetha), охватывавшая книги 1—3 и доводящая изложение до 1588 года, закончена была в 1615 году и тогда же опубликована. Вторая часть, включавшая книгу 4-ю, посвящённую событиям 1589—1603 годов, завершена была в 1617-м, но издана лишь после смерти автора, сначала в 1625 году в Лейдене, а затем в 1627 году в Лондоне.
По мнению ряда исследователей, задержка с публикацией вызвана была попытками Кемдена отредактировать свой труд в интересах нового короля Якова I, исправив или сократив места, касавшиеся судьбы Марии Стюарт. В ходе работы над «Анналами», Кемден отослал для ознакомления ряд глав своему другу де Ту, содержание которых сильно отличалось от печатного варианта и которые тот включил в состав своей «Истории», значительно дополнив их текст документами из французских архивов. В результате на образ покойной матери правящего английского монарха наброшена была тень, что вызвало гнев с его стороны, с настойчивыми, но оставшимися без ответа требованиями внести необходимые изменения в труд француза.
«Анналы» написаны были не в форме цельного повествования, а в средневековом стиле, когда описание событий каждого года давалось в отдельной записи, но включали в себя важный материал по истории царствования Елизаветы Тюдор. В обращении к читателю автор заявлял, что «возлагает свой труд на алтарь истины, посвящая его Богу, отечеству и потомкам». Однако на деле, невзирая на объективность оценок, он не только не удержался от панегирических тонов, выведя покойную Елизавету «королевой морей», «звездой севера» и «восстановительницей морской славы» страны, но и опустил немало деталей, вовсе не упомянув, к примеру, имени Уильяма Шекспира, а знаменитого мореплавателя и победителя испанского флота Уолтера Рэли назвав лишь в связи с основанием им заокеанской колонии Виргиния. Вместе с тем, широта кругозора и добросовестность Кемдена заставила его уделить внимание не столько внутренним английским делам, сколько взаимоотношениям с Шотландией, Францией и Испанией, а также торговым и дипломатическим связям с Россией. Рассказывая о подготовке Филиппом II вторжения в Англию, он справедливо отмечает, что тот желал придать своему предприятию характер общеевропейского крестового похода, отмечая роль в нём иезуитов и папства.
Русским Кемден даёт заметно более объективные оценки, чем его современник Джайлс Флетчер, отмечая как неподдельную пышность их посольств к королеве и доброжелательное отношение к ним жителей Лондона, так и явные выгоды, которые приносила деятельность Московской компании английской короне. Отмечая доброжелательность Ивана Грозного к английским купцам, он замечает, что «англичане были приняты им в опричнину, отборную часть народа» (лат. Anglos in Opprisney, delectum semen populi sui, suscepit), а рассказывая о его преемнике Фёдоре Иоанновиче, сообщает, что тот «открыл в Россию доступ купцам всех наций», а когда это вызвало возмущение со стороны Елизаветы, получившей заверения для английских привилегий, якобы заявил, что «несправедливо одним разрешать то, что другим запрещается», поскольку нужно, «чтобы торговля, согласно международному праву, была разрешена всем, а не служила в виде монополии обогащению небольшого числа людей».
В 1625 году первая часть «Анналов» переведена была на английский язык Абрахамом Дарси, в 1629 году виндзорский каноник Томас Браун выполнил перевод последней четвёртой книги. В 1717 году в Оксфорде увидело свет дополненное издание анналов, выпущенное антикварием Томасом Хирном, а в 1806 году — четырёхтомный французский перевод.

### Другие
Среди других трудов Кемдена можно назвать «Institutio Graecae grammatices compendiaria in usum regiae scholae Westmonasteriensis» (1595), грамматику и словарь древнегреческого языка, «Reges, reginae, nobiles et alii in ecclesia collegiata B. Petri Westmonasterii sepulti» (1600), путеводитель по Вестминстерскому аббатству со списком памятников, надгробий и эпитафий, а также «Дополнения к главному труду, касающемуся Британии» (англ. Remaines of a Greater Worke, Concerning Britaine, 1605), своеобразный сборник тематических исторических эссе.
В своём сборнике «Старинных известий об Англии, Нормандии, Ирландии и Уэльсе» (лат. Anglica, Normannica, Hibernica, Cambrica, a veteribus scripta), напечатанном в 1603 году во Франкфурте, он ввёл в научный оборот немало ценных источников, включая вышеназванного Гиральда Камбрийского, Гийома Жюмьежского, Джеффри Ле-Бейкера (под именем его заказчика Томаса де Ла Мора), Томаса Уолсингема, а также «Жизнеописание короля Альфреда» вышеназванного Ассера (893), единственная рукопись которого в 1723 году погибла при пожаре. Ошибочно процитировав в своём описании Британии позднейшую интерполяцию в труд последнего, Кемден породил легенду об основании Альфредом Великим Оксфордского университета ещё в конце IX века, достоверность которой большинство историков опровергли.
В 1607 году выпустил латинское описание процесса над участниками «порохового заговора» под заглавием «Actio in Henricum Garnetum, Societatis Jesuiticae in Anglia superiorem». Перу его принадлежит также ряд поэм и стихотворений на латинском языке.

## Память

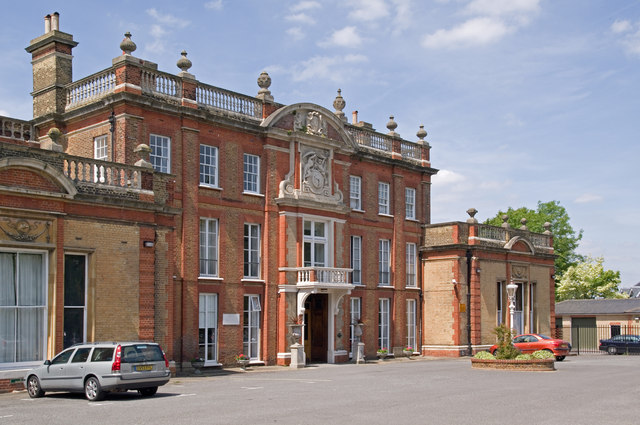
Дом Уильяма Кемдена в Чизлхёрсте

- В память заслуг Кэмдена получило своё название Кемденовское общество[англ.] британских и валлийских историков, филологов и антиквариев, основанное в 1838 году в Лондоне с целью публикации неизданных материалов по истории Англии[2].
- Его имя также носит Кембридж-Кемденское общество, основанное в 1839 году студентами Кембриджского университета с целью изучения готической архитектуры и церковных древностей.
- После смерти не оставившего потомства Кемдена его дом в Чизлхёрсте стал известен как Кемден-плейс. В XVIII столетии особняк был приобретён лордом-канцлером Чарльзом Праттом, одним из предков Уинстона Черчилля, который в 1765 году был удостоен был пэрского звания с титулом барона Кэмдена. В 1786 году он получил титул графа Кэмдена, а в 1812 году его сын стал маркизом Кэмденом. Начиная с лета 1871-го в бывшем доме Кемдена проживал с семьёй, а 9 января 1873 года умер свергнутый с престола французский император Наполеон III.
- Поскольку маркизы Кэмден владели землями к северо-западу от столицы, имя Уильяма Кемдена увековечено в названиях Камден-Таун и лондонского боро Камден.
- Личная библиотека Кемдена, помимо рукописной части, завещанной архиепископу Бэнкрофту и позже погибшей при пожаре, унаследована была его учеником Робертом Коттоном, известным антикварием и библиофилом[30], книжное собрание которого легло в основу библиотеки Британского музея, получившей в 1972 году статус отдельного учреждения.
- Одним из его учеников в Вестминстерской школе являлся известный драматург Бен Джонсон, посвятивший учителю второе издание своей комедии «Всяк в своём нраве» (1616).